# Ordine dei giardinieri liberi
L'Ordine dei Giardinieri Liberi è una confraternita fondata in Scozia a metà del XVII secolo, un'epoca in cui la nobiltà scozzese cominciò a interessarsi a modernizzare e abbellire le proprie case e terreni con particolare riguardo ai giardini, concepiti in parte secondo l'estetica e principi del Rinascimento. La rinnovata richiesta di maestri giardinieri con nuove competenze nel design dei giardini e nel procacciamento di piante e semi esotici, causò la nascita di percorsi formativi per apprendisti e assistenti nella gestione dei giardini e di conseguenza il rafforzamento socioeconomico della categoria che iniziò ad auto-organizzarsi.
Successivamente si diffuse in Inghilterra e in Irlanda.
Include diversi Ordini come:
- L'Ordine dei Giardinieri Liberi
- L'Ordine degli Antichi Giardinieri
- L'Ordine dei Giardinieri Liberi di St Andrew
- L'Unità Nazionale dei Giardinieri Liberi

L'Ordine dei Giardinieri è una delle Società Amichevoli più antiche, presumibilmente la più antica, della Massoneria.

## Società Amichevoli
Le Società Amichevoli (o società di mutuo soccorso) erano associazioni no-profit di mutuo soccorso che fornivano servizi e pensioni ai loro membri che ebbero il periodo di massimo splendore. Nella seconda metà del XIX secolo il numero di membri appartenenti alle diverse società variava da poche decine a oltre un milione di membri. Le più piccole di solito avevano finalità limitate, come la "Innerwick Society Funeral" che, offrendo 3 sterline al patrimonio comune, riusciva a coprire i costi di un funerale di un defunto della società.
Fino al XX secolo il Regno Unito non applicò politiche di welfare. Ogni lavoratore doveva provvedere alla propria pensione e doveva gestire il suo salario in modo tale da potersi occupare di sé e della famiglia anche nei periodi di malattia.
Le società di mutua assicurazione furono la risposta dal basso a tale mancanza.
Un pagamento regolare individuale provvedeva ai membri un'assicurazione ed eventualmente una pensione. La società amichevole "Branches" era una società autonoma a livello locale. Chiunque fosse stato interessato poteva assumere la carica, sia come un collezionista, quindi come membro, o far parte del comitato della società. Da qui si può progredire fino alla cima dell'organizzazione. Nella maggior parte l'organo più importante veniva chiamato: Grande Loggia.
Queste decisero la politica delle loro società, e le implementarono con del personale attuariale e finanziario retribuiti.
Per attirare membri, ciascuna delle grandi società "multi-ramo" si finanziarono attraverso una mitologia complessa. Per incoraggiare la partecipazione, le grandi società amichevoli offrirono una vasta gamma di attività sociali, di sport e concerti, improntati anche all'istruzione come ad esempio le librerie fornite e sale di lettura. Queste società presero piena parte alla vita pubblica e spesso supportavano cause benefiche creando fondi appositi basandosi sulle quote dei loro membri.

## Storia

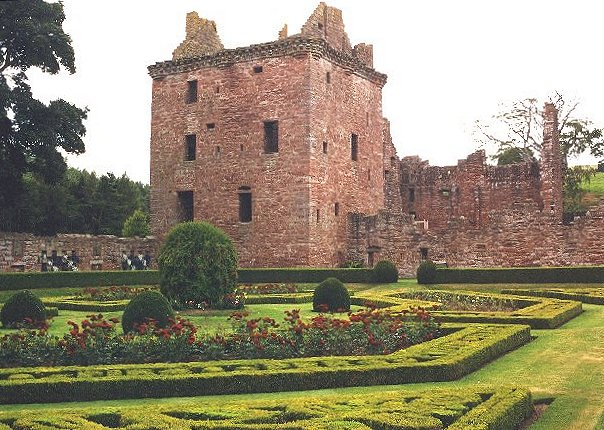
Giardino murato del Castello di Edzell; il giardino, labirintico e con illustrazioni, è un esempio di richiesta da parte della nobiltà - Scozia (1604)

La più antica testimonianza dell'esistenza della loggia dei Giardinieri Liberi si trova in un libro conservato allo Scottish Record Office risalente al 1676, con titolo Interjunctions for ye Fraternity of Gardiners of East Lothian (Corporazione nella città di Haddington), che raccoglie i quindici regolamenti dell'Ordine. I Giardinieri di Haddington si aiutavano l'un l'altro nei loro lavori e condividevano fra loro nuove conoscenze.
Successivamente vennero introdotte multe per la non partecipazione alle riunioni e il ricavato delle sanzioni doveva essere utilizzato per il sostegno delle vedove, degli orfani e dei poveri della confraternita.
Tutto questo è molto simile alle regole delle "incorporazioni". Nel XVII secolo il borgo di Haddington ne contava ben nove. Molto probabilmente non riuscirono a diventare una vera e propria corporazione perché molti dei membri non vivevano e non lavoravano nella città. Alcuni studiosi pensano che i confratelli potrebbero aver modellato le loro regole basandosi su quelle della massoneria.
A differenza di una normale gilda commerciale, sin dall'inizio la confraternita dei giardinieri della Lothian dell'Est ammise i "Gentleman", ma dietro pagamento di una tassa elevata. È chiaro che questo fu conveniente per la confraternita, infatti le permise di migliorare il bilancio e di legittimarsi nella società locale. Meno chiaro invece è cosa ci guadagnassero i "Gentleman" dalla confraternita, probabilmente la gestione dei loro giardini e un accesso a semi e piante importati, oppure vedevano l'ordine come un mezzo per idee filosofiche, come la massoneria stava facendo in Inghilterra al momento.
All'inizio del 1700 un'altra loggia indipendente dei Giardinieri Liberi nasce a Dunfermline; tra gli iscritti ci furono due importanti nobili: il Conte di Moray e il Marchese di Tweeddale.
Dal 1772 la Loggia di Haddington tenne delle mostre floreali biannuali; infatti furono proprio i giardinieri a introdurre il concetto delle mostre floreali in Scozia.
Alla fine del XVIII secolo almeno tre logge esistevano in Scozia: Bothwell, Cambusnethan e Arbroath.
Mentre in Inghilterra le logge sembravano essersi unite in una qualche tipo di organizzazione all'inizi del XIX secolo.

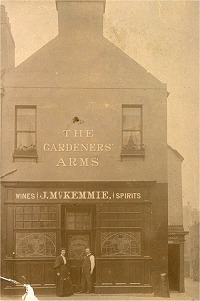
Luogo di ritrovo dell'ordine - Dunfermline

Nel 1842 una corporazione conosciuta come L'Antico Ordine dei Giardinieri dell'Unione di Lancashire si creò dalla divisione di un'altra corporazione, il quale nome è sconosciuto.
Prima che qualsiasi Grande Loggia si formasse in Scozia, altre logge si formarono come filiazione da altre logge; per esempio, durante le Guerre Napoleoniche una loggia dei Giardinieri Liberi si formò a Edimburgo dal permesso di una loggia di Berwick-upon-Tweed.
Il 6 novembre 1849 fu tenuto un incontro a Lasswade, Midlothian, al quale tutte le logge furono invitate per creare una Grande Loggia. Almeno venti logge esistevano al tempo in Scozia.
Dal 1859 la necessità di un'organizzazione migliore diventò impellente, visto che la Grande Loggia contava più di cento logge. Venne indotto un incontro a Edimburgo dove venne deciso di dividere la Grande loggia in due Grandi logge, collocate una a Est e una a Ovest.
Non tutte le logge aderirono, infatti più di cinquanta logge rimasero indipendenti, inclusa L'Antica Loggia di Dunfermline.
All'inizio del XVII secolo la loggia di Dunfermline attirò molti nobili e "gentleman" ma successivamente venne surclassata dalla Massoneria la quale offriva contatti Nazionali e Internazionali ai propri membri.
Molte società rimaste indipendenti continuarono la loro attività come società di mutua assicurazione, però sempre con un interesse speciale per il giardinaggio.
Durante il XIX secolo dopo la legge sulle assicurazioni sociali del 1911 e durante la Guerra mondiale, si vide un decremento di membri nelle logge e non si registrò neanche una nuova nascita di queste ultime dal 1908.
Nel 1950 ci furono circa 30.000 Società Amichevoli nel Regno Unito, ma nel 2000 l'ammontare arrivò a circa 150.
Comunque il Giardinaggio permase nelle Indie Occidentali e in Australia, e nel 2005 alcune logge continuarono ad esistere nel Regno Unito sotto auspicio dell'Ordine dei Giardinieri Liberi dei Caraibi Britannici.
Nel 2002 un gruppo Massonico scozzese creò una Società di Conservazione dei Giardinieri per mantenere le loro tradizioni creando un nuovo ordine. Nel maggio del solito anno venne inaugurata la loggia "Contessa di Elgin" (Countess of Elgin) a Kirkcaldy, successivamente altre tre vennero inaugurate.
Nel 2004, in Scozia, erano ancora quattro logge di questo ordine ma furono solo degli Ordini Fraterni.
Nel 2013, il Grande Ordine Unito dei Giardinieri Liberi opera ancora in Australia a Victoria, dal centro massonico di East Kew. Si riunisce ogni mese appoggiandosi alla Gran Loggia "Victorian" #1, ed è l'unica loggia conosciuta che opera nell'emisfero meridionale.

## Rituali e Regole

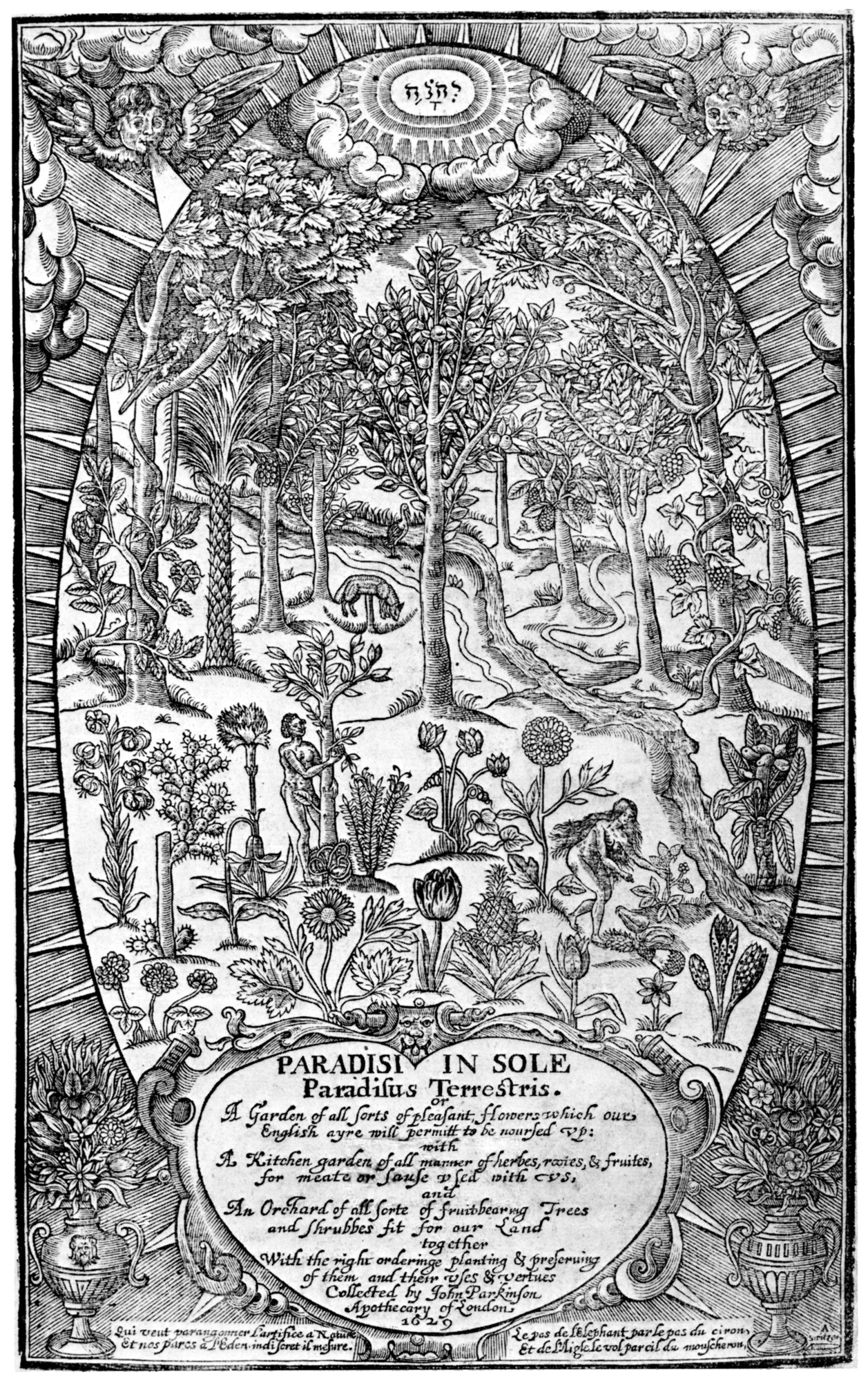
Paradisi in Sole (1629) di John Parkinson raffigurante il Giardino dell'Eden.

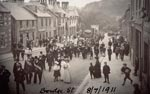
"Camminata" annuale dell'Ordine - 1911

Nei Verbali della Confraternita di Haddington non si rivela traccia di rituali segreti. Tuttavia, l'interesse rapidamente dimostrato dai membri dell'aristocrazia suggerisce che questa associazione non si occupasse esclusivamente della mutua assicurazione reciproca dei membri e del giardinaggio.
Il più antico riferimento conosciuto riguardo all'esistenza di un'iniziazione segreta di questo ordine appare il 28 gennaio 1726. Nel 1772, altri documenti stabilirono che la confraternita dei giardinieri aveva delle "Words" (Parole d'ordine) e dei "Sign" (Simboli). Un documento del 1848 menziona un insegnamento, sotto forma di "Signs, Secrets and Grips". Gli storici hanno a disposizione rituali completi, come quelli dell'Apprendista, del Compagno e del Maestro risalente al 1930. I Verbali delle logge dimostrano che il rito dell'ordine progressivamente si sviluppava, da una cerimonia piuttosto essenziale che vedeva la " trasmissione della Parola ", a un sistema di tre gradi molto simile a quello della massoneria: Apprendista, Operaio Qualificato (Journyman), Maestro.
Una conferenza del 1873 indica che i Giardinieri Liberi utilizzavano la coltivazione del suolo, come simbolo del nutrimento dello spirito, dell'intelligenza e della virtù, inoltre fa riferimento al Giardino dell'Eden.
- Il rito di ammissione degli apprendisti Giardinieri mostra molte somiglianze con quella degli apprendisti massoni. Adamo potrebbe essere rappresentato simbolicamente come il primo Giardiniere Libero. Viene fatto uso della squadra e del compasso, a cui si aggiunge il coltello, presentato come "lo strumento più semplice di giardinaggio". Al termine della cerimonia, l'apprendista riceve il grembiule del suo grado.[8]
- Il secondo grado fa riferimento a Noè, il 'secondo Giardiniere' che fece sì che la sua Compagnia compisse un viaggio simbolico, il quale lo portò dal Giardino dell'Eden verso quella di Getsemani.[8]
- Il terzo grado fa riferimento a Salomone, il 'terzo Giardiniere', e al simbolo dell'ulivo.[8]

I grembiuli sono di due tipi:
- Grembiuli lunghi, che raggiungono la caviglia, ricamati con numerosi simboli relativi alle leggende dell'ordine.[9]
- Grembiuli più corti, con una pettorina semi-circolare, fortemente simile ai grembiuli dei massoni scozzesi.[10] Quella del presidente è ricamata con le lettere P, G, H, E, iniziali di Pishon, Gishon, Hiddekel (Tigri) ed Eufrate (i quattro fiumi del Giardino dell'Eden) e A, N, S, le iniziali di Adamo, Noè e Salomone,[9] a cui si aggiunge la lettera O, probabilmente per 'Olive'.

Il dipartimento di orticultura della loggia di Dunfermline, istituì delle leggi per le competizioni floreali tenute durante l'anno:
- dovranno essere effettuate quattro competizioni durante l'anno: due di fiori e due di culture vegetali
- I fiori standard delle competizioni dovranno essere: Auriolla; Raxusculur; Tulipano e la Rosa; gli altri generi dovranno essere fissati al incontro annuale di aprile per l'anno successivo.
- l'ammontare del premio dato ad ogni competitore non deve avere valore minore di una sterlina e deve essere diviso in 3 premi: 10 scellini per il migliore genere mostrato, 6 per il secondo e 4 per il terzo.
- Il promemoria del fondo monetario annuale della orticultura, deve esse applicabile o all'incremento del premio, o a competizioni extra, questo per fare in modo che sia ugualmente diviso tra i dipartimenti di "verdure" e "fiori", oppure darlo totalmente a una dei due dipartimenti ad anni alterni.

## Primi membri
Ci sono poche informazioni sulle professioni dei membri prima del XVII secolo. Durante questo periodo la loggia di Haddington incluse nei loro membri mercanti, sarti, impiegati oltre ai giardinieri. Tutti i membri della loggia erano originari della contea. La loggia di Dunfermline, antica capitale della Scozia, vantava di contare tra i suoi membri numerosi personaggi famosi di Edimburgo, così come East Lothian, tra cui il Marchese di Tweeddale, il conte di Haddington, Lord William Hay ed altri.
Il primo atto della loggia Dunfermline è stato fondato nel 1716 con 214 membri consenzienti. In questo momento l'Ordine era composto da una maggioranza di giardinieri per il commercio, ma anche numerosi artigiani e due membri dell'aristocrazia locale. Rapidamente, l'adesione alla loggia crebbe e il livello sociale aumentò al punto che i giardinieri professionisti non costituirono la maggior parte dei nuovi membri ma il reclutamento rimase locale. Nel 1721, 101 nuovi membri di tutte le condizioni sociali sono stati ammessi nella loggia, da giardinieri, a macellai, sino al Duca di Atholl. Gli anni successivi videro un gran numero di aristocratici aderenti all'Ordine dei Giardinieri Liberi nella loggia di Dunfermline. La maggior parte di queste persone possiedono famosi giardini. A partire dal 1736, data della creazione della Gran Loggia di Scozia (Massonica), questa tendenza cessò e non ci furono più iniziazioni di aristocratici nella loggia di Dunfermline.
Religiosamente, tutti i membri di questo periodo erano protestanti e appartenevano alla Chiesa di Scozia. Politicamente, invece, c'erano tutti i tipi.

## Rapporti con la Massoneria
I Giardinieri liberi non erano Massoni, ma entrambe le organizzazioni derivano da un pensiero comune, cioè associare artigiani con i loro confratelli.
Nel 1720, la Scozia vede crescere di numero le società, le confraternite e club. La Massoneria e l'Ordine dei Giardinieri Liberi sono le società che si diffusero e durarono più a lungo in Scozia.
Questi due ordini presentano somiglianze importanti come l'organizzazione e lo sviluppo ad esempio. Entrambi sono nati in Scozia nel mezzo del XVII secolo tra gruppi di lavoratori che accettarono, nelle loro congreghe, membri di altre professioni. In entrambi i casi, i membri della professione originale (i Giardinieri per l'ordine dei Giardinieri liberi e i Muratori per i massoni) diventarono minoranze dall'inizio del XVIII secolo. In entrambi gli ordini, alcune logge si aprirono a nuovi membri, in particolare alla nobiltà locale, mentre altre, come la loggia di Haddington per i Giardinieri Liberi e quella di Edimburgo per la Massoneria, furono più reticenti.
Il più grande gruppo di giardinieri liberi aderì al Kilwinning Scots Arms, loggia massonica fondata nel 1729, diventando così un Ordine massonico.
La Massoneria si espanse rapidamente in Inghilterra e, dopo la creazione della Gran Loggia di Londra nel 1717, in tutto il mondo. D'altra parte l'Ordine di giardinieri liberi rimase principalmente scozzese e questo fu uno dei motivi per il quale molti membri lasciarono l'ordine. In entrambi i casi, le logge scozzesi sembravano avere difficoltà a raggrupparsi in strutture più grandi, cioè le Grandi Logge. Nel caso dell'Ordine dei giardinieri liberi, la prima Gran Loggia si formò solo nel 1849, e 15 logge rimasero indipendenti fino alla scomparsa dell'ordine (più di 50 non aderirono alla nascita della Gran Loggia). In entrambi i casi le logge fondate prima della Gran Loggia dell'ordine dei giardinieri, rimasero i più restii a rinunciare alla loro indipendenza.
Entrambi gli ordini utilizzano il compasso e la squadra come loro simbolo, ma i giardinieri aggiunsero ad esso il coltello, tipico utensile da giardinaggio.